# 安德烈·滂尼发秀
安德烈·滂尼发秀（1863年11月30日—1897年5月10日），也译作博尼法西奥、波尼法秀、旁尼法秀等，是菲律宾军事家、政治家、菲律賓獨立運動的發起人及主要領導人之一，被誉为「菲律宾革命之父」。他同时也是菲律宾共济会成员。滂尼发秀亦被部份菲律賓人視為第一任菲律賓總統。

## 生平

### 早期生涯
滂尼发秀生于菲律宾马尼拉湯都區的一个贫困家庭，母亲是华人，父亲是西班牙人。在滂尼发秀小學時父母便双亡，作为家中长子的他务工挣钱，养活弟弟妹妹，曾当过手杖製造工人、纸扇製造工人，後在外国商行当看守、送货员及店员。
滂尼发秀勤奮好學，通過自學掌握了西班牙文和英文，他特別喜愛黎刹的著作《不许犯我》（另译「社会毒瘤」）和《起义者》，他通过它们认识到西班牙殖民统治的眞相後，逐渐成爲一个坚定的反西班牙殖民统治革命分子。

### 革命
1892年，滂尼发秀成立卡蒂普南（Katipunan）革命组织。但是，因計畫敗露，所以他們不得已提前於1896年8月26日暴力起事，並成立菲律宾戰時臨時政府（或稱戰時內閣），自己任主席（1896年－1897年）。这一起義直接导致与此毫无关联的黎刹在12月30日遭到西班牙当局处决。安德烈·滂尼发秀隨即率領卡蒂普南的起義軍隊與西班牙軍隊展開周旋，戰爭失利後退守吕宋北部。因与保守派领导人阿奎那多发生严重矛盾，导致卡蒂普南革命阵营分裂。

### 捕獲、審判和死亡
阿奎那多為了逮捕滂尼发秀，便派遣阿加皮托·邦宗和何塞·伊格納西奧·保亞領導其部隊執行任務。當時，阿奎那多的部隊到達滂尼发秀的營地，而當時滂尼发秀並不知道他們是來捕捉他的，因此他親切地歡迎他們入營。第二天，該部攻擊了滂尼发秀的營地，但滂尼发秀仍然阻止部下回火。期間，滂尼发秀的手臂更被子彈擊中。不少部下均被殺，且其妻子亦被強姦。
阿奎那多的部隊之後對滂尼发秀進行了審判，並且控告他叛國罪和意圖謀殺阿奎那多。因為陪審團全部都是阿奎那多的人，甚至滂尼发秀的辯護律師也是阿奎那多的人，所以滂尼发秀最終獲判有罪。
滂尼发秀最終被判處死刑，但阿奎那多卻於1897年5月8日改判為驅逐出境。儘管如此，兩位前滂尼发秀支持者碧岳·戴爾皮拉爾和馬里亞諾·努里爾卻要求阿奎那多保留原判以維持革命軍的團結。最終，滂尼发秀於1897年5月10日被處決。滂尼发秀的死令到許多革命軍的士氣低落，並導致他們退出革命軍。而隨著革命軍在美菲战争的失敗，埃米利奧·阿奎納多便選擇向美國投降，並投靠美國。

## 纪念

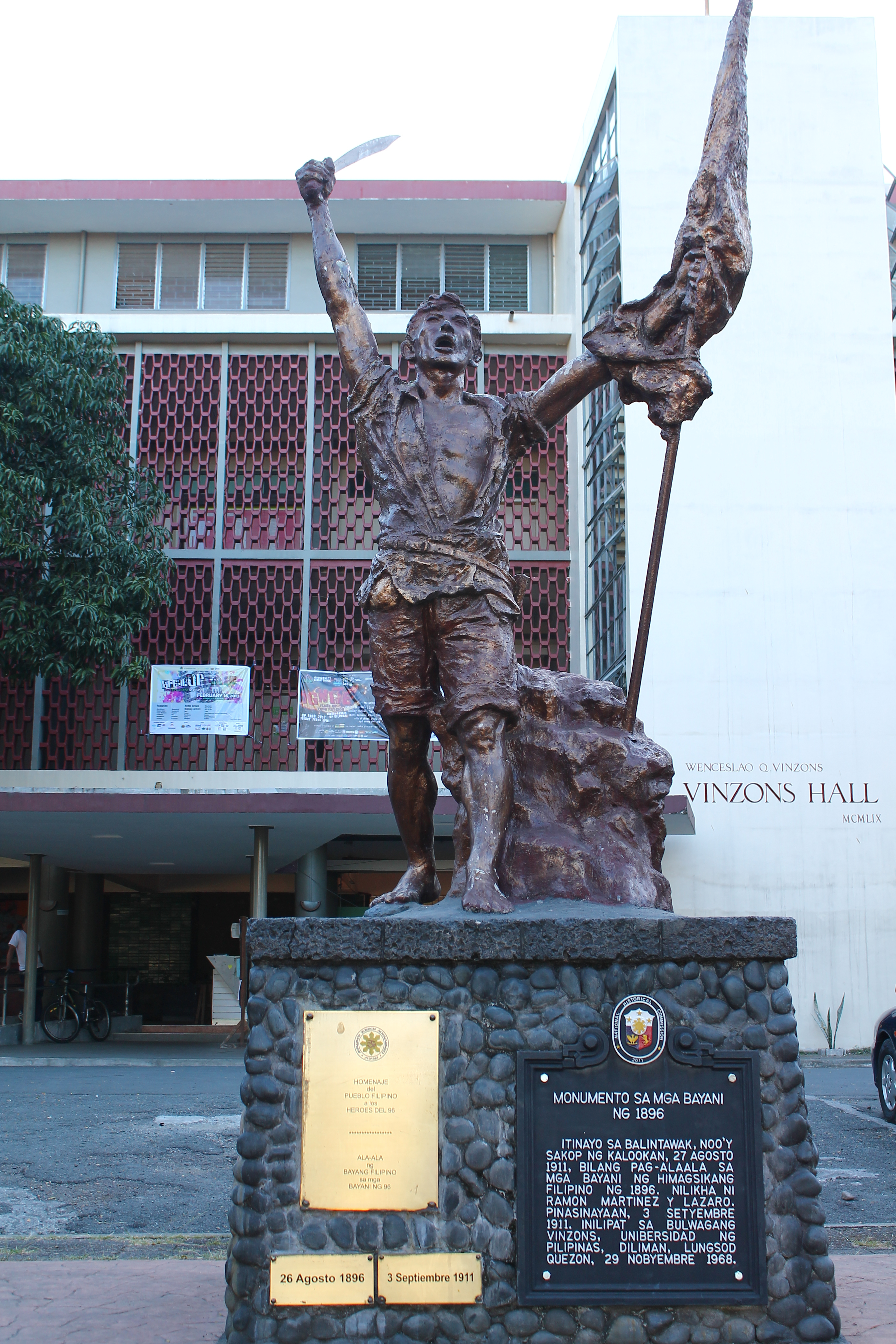
滂尼发秀雕像

滂尼发秀被追授爲「菲律宾革命之父」，他的生日11月30日被独立後的菲律宾政府定爲「滂尼发秀日」，而其领导的卡蒂普南起义的日期8月26日也被定为「巴林塔瓦克起义日」（起义地在巴林塔瓦克）。
甲米地省垂亚斯仍存在一座安德烈·滂尼发秀楼，是滂尼发秀的故居，现已成为旅游景点。